# LMT-ház
Az LMT a katonai nyelvezetben használt mozaikszó, mely a Liaison Monitoring Teamet jelöli, magyarul Összekötő és Megfigyelő Csoport.
Az LMT-ház nem más, mint azon épület, melyben az Összekötő és Megfigyelő Csoport települ. A NATO katonai szlengben néha field house-nak is szokták hívni, de ez pontatlan kifejezés, mert a field house nemcsak az LMT-házat jelölheti.
Koszovó északi területén 2004-ben zavargások törtek ki. A KFOR ekkor döntött az Összekötő és Megfigyelő Csoportok létrehozásáról, hogy információhoz jusson a tábor falain kívül zajló eseményekről. Maga az LMT-koncepció nem új keletű dolog, Bosznia-Hercegovinában már korábban létrehozták a Liaison and Observer Teameket, az úgynevezett LOT-okat, melyeket magyar nyelvre, hasonlóképpen az LMT-hez, Összekötő és Megfigyelő Csoportnak lehet fordítani.
Az LMT-ház előnye, hogy a katonai táboron kívül, a civil lakosság között van, így folyamatos kapcsolattartás jöhet létre a felek között. Hátránya, hogy magasabb kockázati tényezőt vállalnak a katonák magával a kitelepüléssel.